# I'm Alive (песма)
I'm Alive је први званично објављени сингл америчке кантауторке Беке. Издат је првобитно у Јапану у јесен 2008. године, а након тога је објављен и у САД у лето 2009. године.

## Списак песама[2]
| #  | Назив | Трајање |
| -- | ----- | ------- |
| 1. |       | 03:14   |
| 2. |       | 03:36   |
| 3. |       |         |
| 4. |       | 03:14   |